# Federacija i konfederacija
Ne postoji jasno definirana razlika u primjeni termina federacija i konfederacija, ni u Hrvatskoj, ni u svijetu. Načelno: federacija je savezna država, dok je konfederacija savez samostalnih država.
Pojam konfederacija također se koristi za pred-državne oblike plemenskih saveza (vidi npr članak Crne Stope).
Također, pojmovi "federacija" i "konfederacija" koriste se za razne saveze udruženja odnosno udruga, crkava isl, Npr. "Međunarodna šahovska federacija", "Konfederacija sindikata" itd. Obično obje riječi u toj upotrebi znače samo "savez"; "konfederacija" načelno upućuje na labaviji sutpanj povezanosti, ali nije obavezno.

## Federacija
Federacija je oblik državnog uređenja s visokim stupnjem decentralizacije i autonomije federalnih jedinica, pri čemu ipak izvorni suverenitet pripada zajedničkoj državi, odnosno pojedine federalne jedinice nemaju pravo na samoopredjeljenje. Federacija je savezna država, dakle epitet državnosti ne pripada pojedinim jedinicama, nego cjelini. Federacije su među današnjim europskim državama npr. Njemačka, Austrija, Velika Britanija i Španjolska. 
Pri tome ne postoji jasno definirana granica na kojoj unitarna država, postepenim prenošenjem ovlasti na niže teritorijalne cjeline, postaje federacija. Francuska je klasični primjer snažno centralizirane, unitarne države, dok je Italija znatno više decentralizirana.

## Konfederacija
Nasuprot tome, konfederacija je Savez država, koje se udružuju u zajednicu, pri čemu svaka zadržava pravo na samoopredjeljenje; često se dodaje "samoopredjeljenje do saomotcjepljenja", tj. da konfederativna jedinica može donijeti odluku o otcjepljenju iz postojeće zajednice potpuno samostalnom odlukom, bez obzira na volju drugih.
Konfederacije su rijetke i teže nestabilnosti: pretvaranja u federaciju ili raspadu. Sjedinjene Američke Države su po imenu "savez država", ali pojedinim se državama ne priznaje pravo na samootcjepljenje, što je potvrđeno i izuzetno krvavim ratom sredinom XIX. stoljeća (Američki građanski rat). Švicarska je po imenu konfederacija, ali faktički je federacija. Europska unija danas fukcionira kao konfederacija.

## Federalizam i decentralizacija
Načelno pravo na samoopredjeljenje ne mora biti direktno vezano s opsegom ovlašćenja za donošenje odluka, koje se donose na nižem odnosno višem nivou. Neka država može biti visoko centralizirana i u praksi mnoge odluke prenijeti na niže teritorijalne jedinice, ali bez njihovog prava samoopredjeljenja; i obrnuto, konfederacija može mnoge funkcije prenijeti na savez, a da članice ipak zadržavaju načelnu mogućnost istupanja.
U komparacijama s povijesnim situacijama, problem usložnjava i to, što moderne države (pa i općine i druga tijela lokalne samoprave)imamju u svakom slučaju mnogo intenzivniju legislativnu aktivnost i brojniju administraciju nego što su to u povijesti države imale. Taj fenomen dolazi do izražaja npr. u prilično raširenoj mrzovolji i nepovjernju ljudi prema bujnoj administraciji i ekspanzivnoj normativnoj aktivnosti Bruxellesa, tj. administraciji Europske unije.

## Odnos normativnog i stvarnog
Formalna rješenja, također, nerijetko su u proturječju sa stvarnom situacijom: možete imati sva prava, a da realno nemate mogućnost da ih iskoristite. 
Sudbina Hrvatske u Habsburškoj monarhiji tipičan je primjer: kralj, koji sjedište ima van Hrvatske, i njegova centralizirana administracija stalno su sužavali ovlaštenja hrvatskog Sabora.

### Slučaj SSSR-a
Drugi drastični primjer raskola normativnog i stvarnog bio je bivši Sovjetski Savez. Pravo naroda na samoopredjeljenje do samootcjepljenja bila je jedna od glavnih parola ruskih boljševika, te su je tijekom Prvog svjetskog rata Lenjin i Trocki snažno promovirali prije, nego što je to učinio predsjednik SAD Woodrow Wilson. Ustav SSSR, donesen u Staljinovo doba, uredio je državu kao savez 15 saveznih republika, kojima je priznato pravo na samoopredjeljenje do samootcjepljenja. 
U praksi, međutim, sve do kraja 1980-ih godina, "savezom" se upravljalo rigidno centralistički iz Moskve, putem apsolutnog monopola komunističke partije. Kada je međutim komunistička partija izgubila svoju moć rigidne kontrole iz centra, u kratkom je roku 1991. godine došlo do raspada. Sve savezne republike proklamirale svoju nezavisnost; situacija je bila takva da su to učinile i one, koje za to zapravo nisu bile spremne. To je prošlo mirno, a sukobi su započeli unutar raznih novih država oko statusa naroda koji su imali autonomiju, ali ne i pravo na samoopredjeljenje, kao što su Čečeni. Sama Rusija, jedna od 15 saveznih republika unutar SSSR-a, bila je (i danas je) federacija.

### Slučaj Jugoslavije
Prva Jugoslavija bila je rigidno unitarna država, što je izazivalo nezadovoljstvo osobito kod Hrvata. Druga Jugoslavija bila je uređena kao federacija, te je postepeno dolazilo do decentralizacije sa sve većim ovlaštenjima republika (vidi: Federalizam u Drugoj Jugoslaviji, pa su 1980-ih, uglavnom u Srbiji, zaredale žalopojke da je zapravo postala konfederacija. To je bilo djelomično istinito; pravo na samoodređenje nije bilo jasno definirano ustavima iz 1946., 1963. i 1974. Jugoslavija je bila "republika" a istovremeno su i pojedine jedinice bile "republike". 
U ustavu iz 1974. postojala je zakukuljena formulacija, tipična za tadašnji hipernormativni jezik tzv. samoupravog socijalizma, o tome da postoji pravo na samoopredjeljenje, ali da ipak republika ne može SAMA o tome odlučiti. Nakon raspada Jugoslavije, međunarodna Badinterova komisija zaključila je da republike ipak imaju pravo na samostalno izdvajanje/razdruženje (a autonomne pokrajine nemaju).